# Jagoda Kralj
Jagoda Kralj (Varaždin, 7. lipnja 1953.) je hrvatska kazališna, filmska i televizijska glumica.

## Filmografija

### Televizijske uloge
- "Oblak u službi zakona" kao pokradena žena (2022.)
- "Minus i plus" kao susjeda (2021.)
- "Ko te šiša" kao Dragica (2017. – 2018.)
- "Novine" kao istražiteljica USKOK-a (2016.)
- "Da sam ja netko" kao pijana vozačica (2015.)
- "Nedjeljom ujutro, subotom navečer" kao gospođa Kukić (2012.)
- "Odmori se, zaslužio si" kao Ankica (2010.)
- "Mamutica" kao Ana Klarić (2009.)
- "Stipe u gostima" kao Anita / gospođa s mačkom / gospođa (2008. – 2014.)
- "Ponos Ratkajevih" kao Jela Macan i Zina (2007. – 2008.)
- "Ne daj se, Floki" kao mama Ankica (1985.)
- "Inspektor Vinko" kao gospođa u čekaoni (1985.)
- "Nevolje jednog Branimira" kao Marija (1981.)
- "Mačak pod šljemom" kao djevojka s bijelom maramom (1978.)
- "Nikola Tesla" kao sestra Nikole Tesle (1977.)
- "Gruntovčani" kao tajnica (1975.)

### Filmske uloge
- "Sam samcat" kao Vukica (2018.)
- "Ko te šiša" kao Dragica (2016.) - pilot film
- "Svećenikova djeca" kao udovica (2013.)
- "Mezanin" kao majka (2011.)
- "Zagorka" kao kuma (2007.)
- "Put u Raj biznis klasom" (2002.)
- "Na rubu pameti" kao Jadviga Jesenska (1993.)
- "Noć poslije smrti" (1983.)
- "Erogena zona" (1981.)
- "Prijeđi rijeku ako možeš" (1977.)
- "Nocturno" (1974.)
- "Lov na jelene" kao Vikulićeva kćer (1972.)

## Vanjske poveznice
- Jagoda Kralj u internetskoj bazi filmova IMDb-u (engl.)
- Stranica na HNK-Varaždin.hr